# Joseph Vigier
Joseph Vigier (Savigny-sur-Orge, 1821 - París, 1894) va ser un fotògraf francès que va utilitzar el procés al calotip de Talbot i el va alternar amb el de Gustave Le Gray (paper encerat). Va ser membre fundador de la Société héliographique l'any 1851, i de la Société française de photographie el 1854.

## Biografia
Va ser el fill del Comte Vigier, ric propietari dels banys públics del Sena a París i el net matern del mariscal D'Avout.
Louis Jules Aquiles Vigier va estudiar al Lycée Henri-IV, on va ser company de classe d'Enric d'Orleans (fill del rei Lluís Felip). D'aquesta etapa va néixer una amistat amb la família d'Orleans. Vigier va mantenir forts llaços amb la família reial durant tota la seva vida encara després de la revolució del 1848 i de la derrota de la monarquia.
Ja que era de família adinerada i noble, va ser alumne de Gustave Le Gray (fotògraf francès) durant els anys 1848 i 1850. Vigier va ocupar un lloc entre els aficionats a la fotografia de la dècada dels 50. Es va apasionar tant en la fotografia que es va convertir en membre fundador de la Societé héliograohique l'any 1851 i, després, de la Societé française de photographie entre el 1853 i 1854, de la que va formar part de la junta directiva entre el 1857 i 1862, any en què va abandonar la societat.
L'any 1850 va viatjar a Sevilla on, probablement, es va instal·lar a casa del Comtat de Montpensier, un amic seu, al palau de San Telmo. Per aquest viatge es va endur tot el seu equip fotogràfic amb l'objectiu de crear un àlbum de la ciutat. Aquest àlbum el va regalar al seu amfitrió, el cunyat d'Isabel II. L'àlbum es va compondre d'un total de 29 calotips de la ciutat de Sevilla. La seva aportació a la fotografia del paisatge i de naturalesa és potser d'allò més interessant que es va produir a Espanya durant aquesta època.
L'any 1852, Vigier va viatjar a Anglaterra i va ser allà on va fer retrats de Lluís Felip i els seus familiars durant el seu exili a Claremount. Aquest mateix any va exposar les seves fotografies a Londres a l'exposició de la Society of Arts.
Va ser l'estiu de l'any següent (1853) que va Vigier va viatjar a Espanya i va passar pels Pirineus (Luchon, Cauterets, Pau), on va realitzar molts negatius. D'aquest viatge va crear Album des Pyrénées, una col·lecció de 38 imatges (actualment pertanyen al Museu d'Orsay). Aquest àlbum va tenir molt d'impacte a França i Anglaterra.
El febrer del 1854, Vigier va participar en l'exposició de la Royal Photographic Society, on va presenta sis imatges del Album des Pyrénées, on mostrava paisatges dels pirineus. Aquestes fotografies van entusiasmar al públic on també hi estava la reina Victoria.
També va participar en les dues primeres exposicions organitzades per la Societé française de la photographie els anys 1855 i 1857. A la primera hi va exposar les imatges dels Pirineus i, a la segona, un negatiu del castell de Savigny.
A causa del naixement d'un fill l'any 1859, la gestió de les terres, els viatges i, sobretot, l'evolució dels processos fotogràfics a partir del 1860, el van desviar definitivament de la seva pràctica. L'any 1872, després d'haver venut el castell de Grand-Vaux a Savigny-sur-Orge, Vigier es va comprar el castell de Lamorlaye (a prop de Chantilly). Allà va gaudir de la seva passió pels cavalls, cosa que el va dur a ser un dels promotors de les carreres i la cria de cavalls pura-sang d'origen francès.

## Ús dels calotips

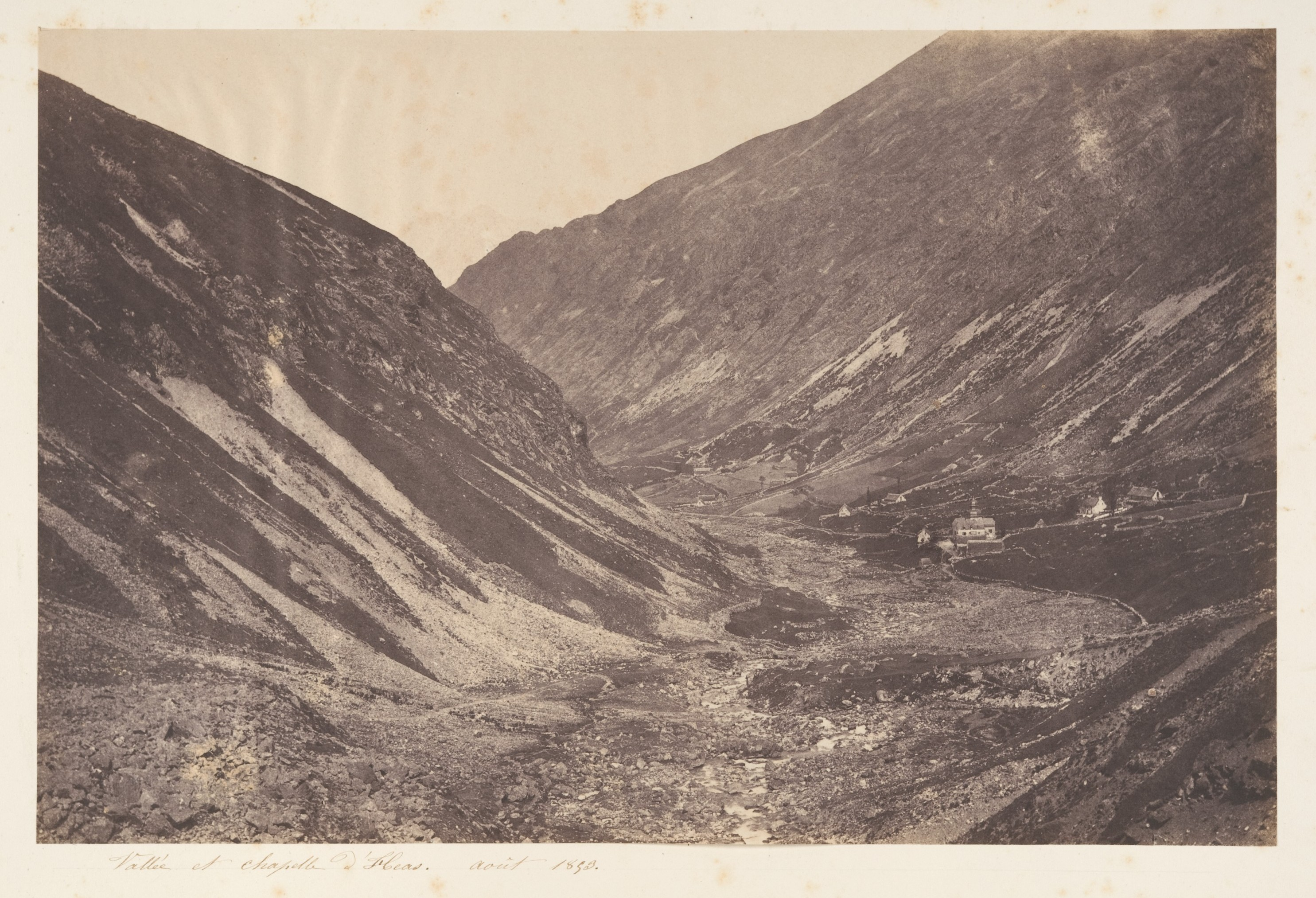
Calotip de Joseph Vigier

Degut als seus coneixements fotogràfics, va utilitzar el procés al calotip de Talbot i el va alternar amb el de Gustave Le Gray (paper encerat). Amb aquestes tècniques va aconseguir uns tons càlids del negatiu que van semblar adequats per representar de manera més realista els paisatges de les muntanyes, les valls, les roques i reforçava les textures de les pedres.